# Secondhandkleidung

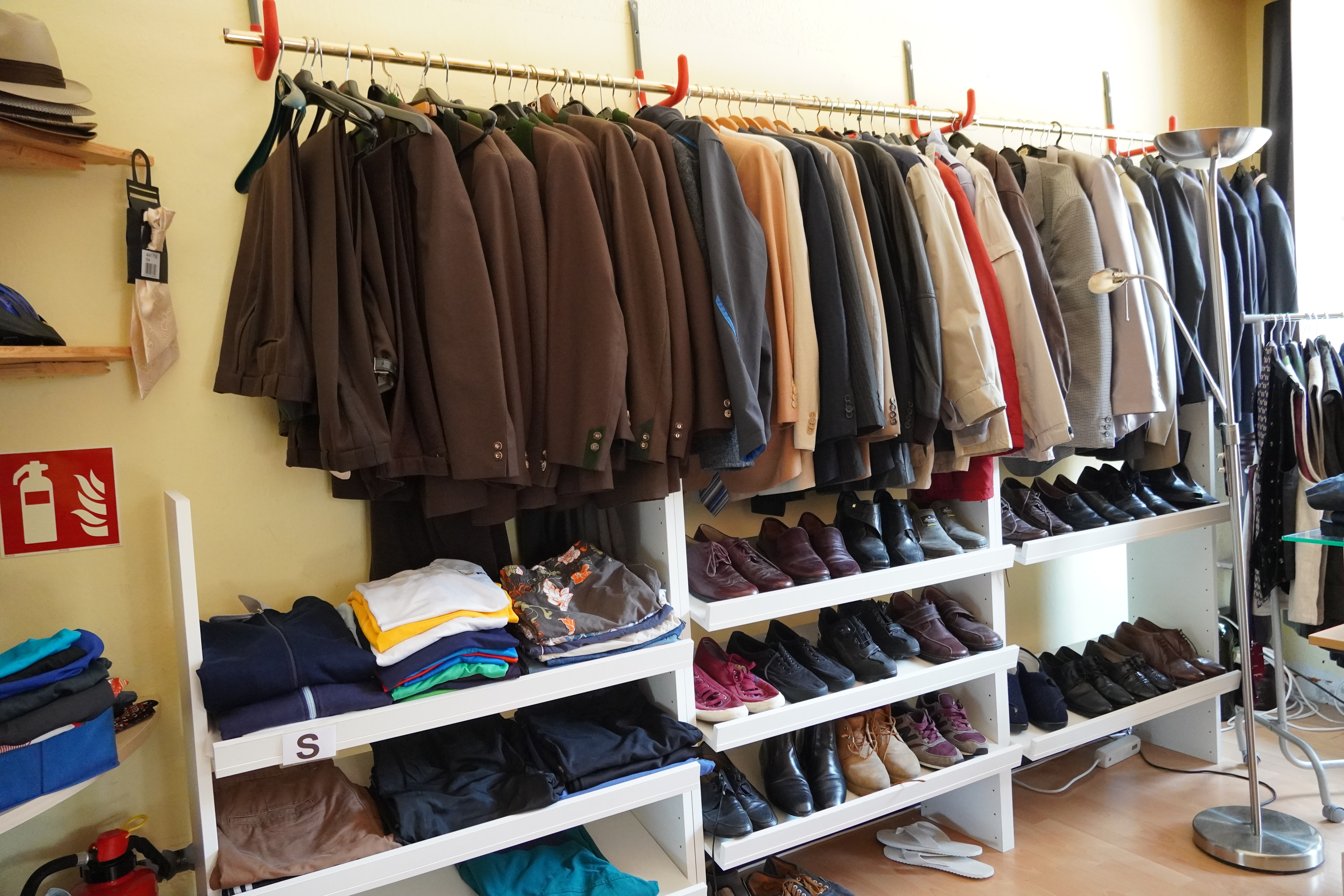
„Kost nix“-Laden, Radenthein, Kärnten (2021)

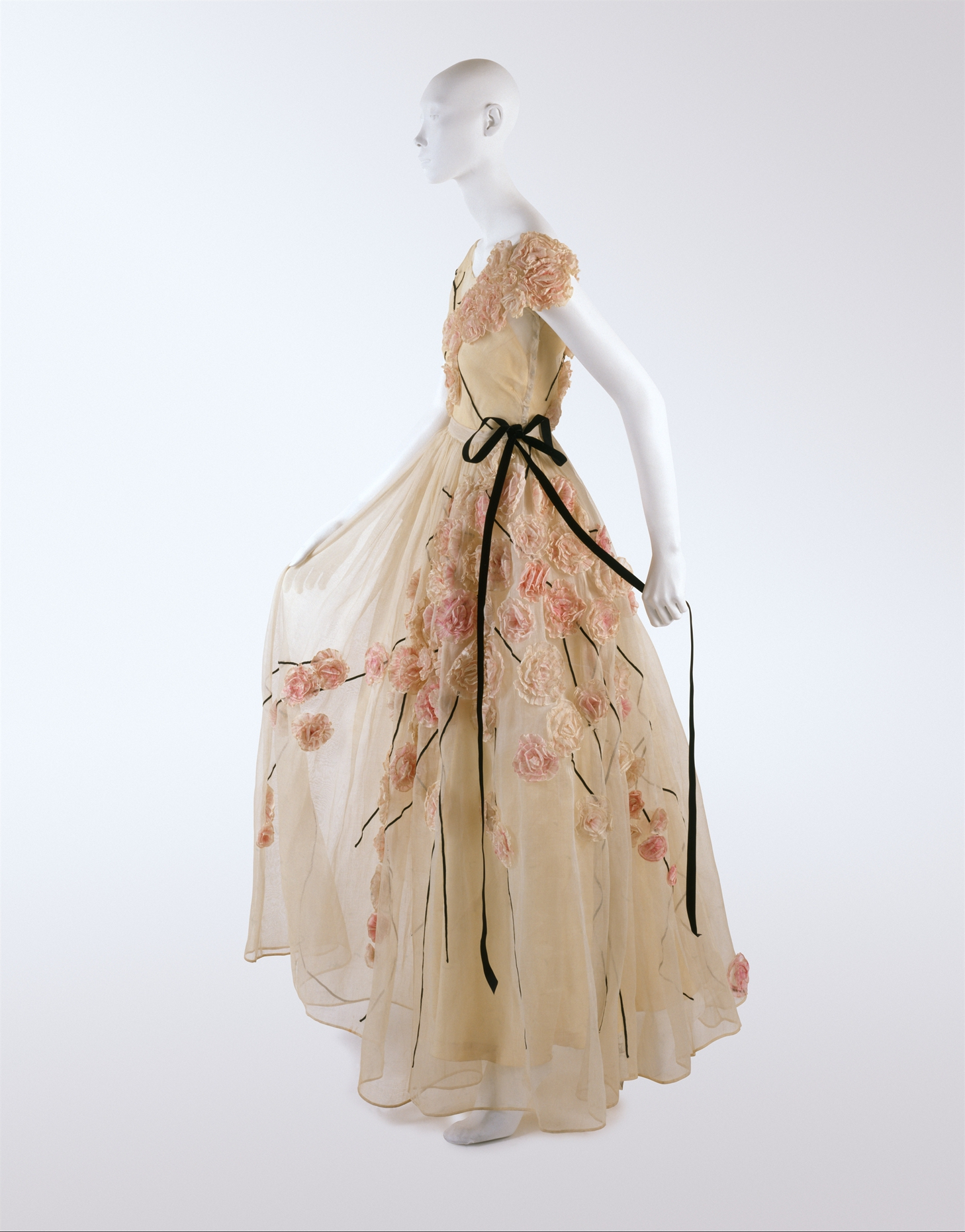
Zum gehobenen Angebot der Online-Shops zählen auch Designer-Secondhandkleider

Als Secondhandkleidung oder Second-Hand-Kleidung bezeichnet man gebrauchte Kleidung, die kommerziell oder privat zum Kauf angeboten wird. Auch die Begriffe Secondhand-Mode, Secondhand-Fashion oder Vintage-Mode sind im Zusammenhang mit Kleidung aus zweiter Hand geläufig.
Während das Marktsegment bald nach dem Zweiten Weltkrieg in Deutschland, Österreich und der Schweiz eher unbedeutend war und von Secondhandläden und Flohmärkten dominiert wurde, gewann es immer mehr an Bedeutung. Gesteigerte Verfügbarkeit und Auswahl durch den Onlinehandel, der Anspruch auf modische Individualität in Abgrenzung zu Fast Fashion und ein gesteigertes Umweltbewusstsein sind Hauptauslöser für diesen Trend.
Einige Institutionen sammeln Kleiderspenden, um diese für gute Zwecke zum Kauf anzubieten. Innerhalb von Familien wurde Kleidung früher oft weitergereicht, insbesondere Kinderkleidung oder aufwändig gefertigte Trachten. Mittlerweile lebt ein ganzer Wirtschaftszweig vom Weiterverkauf hochwertiger Secondhandkleidung. Nach der Jahrtausendwende trugen Re-commerce-Geschäftsmodelle wie eBay zur Popularität und zum Handel mit gebrauchter Kleidung bei und ermöglichten es auch Privatmenschen, ihre gebrauchte Kleidung weiter zu verkaufen. Mittlerweile sind zahlreiche Anbieter nicht nur offline, sondern auch online vertreten, wo sie neben Secondhandkleidung unterschiedlicher Marken auch Designerstücke, Schuhe und Accessoires (wie Handtaschen) anbieten.
Durch ein gesteigertes Bewusstsein für eine nachhaltige Nutzung von Ressourcen und den geringeren Kaufpreis, im Vergleich zu Neuware, liegt gebrauchte Kleidung zunehmend im Trend. In Deutschland könnte, laut einer Prognose des Jahres 2020, Secondhandkleidung bereits 2030 einen Marktanteil von bis zu 20 Prozent ausmachen.

## Geschichte

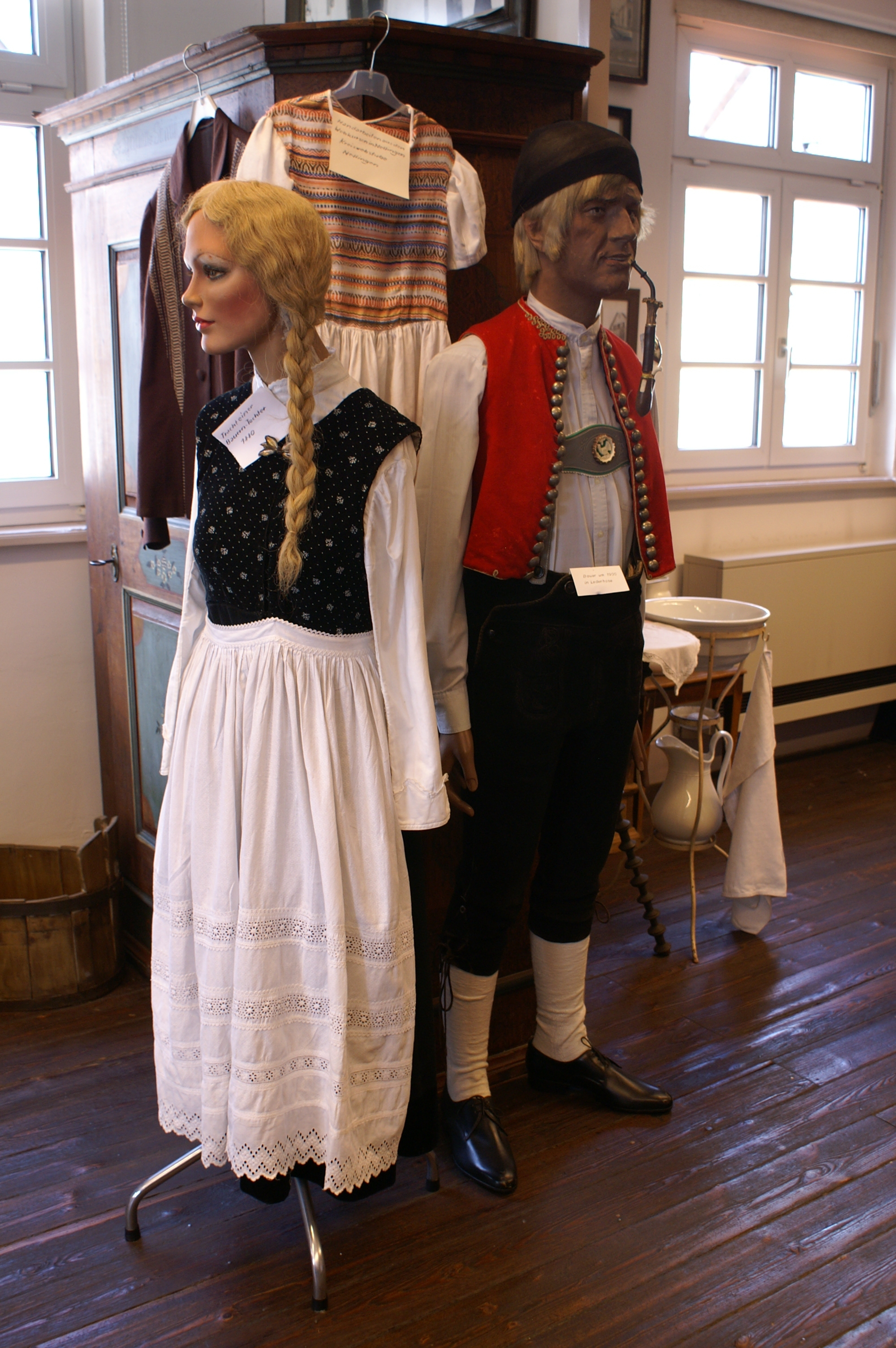
Wurden früher über Generationen getragen: die Trachten im Heimatmuseum Nellingen

Bevor Kleidung industriell und in großem Maßstab produziert wurde und zu Preisen erhältlich war, die sich nahezu jeder leisten konnte, war es üblich, gebrauchte Kleidung weiterzugeben, umzuändern oder zu verkaufen, bis diese schließlich aufgetragen, verschlissen, zerstopft oder fadenscheinig war.
Durch die Notwendigkeit, sparsam mit vorhandenen Materialien zu wirtschaften, wurden im ländlichen Raum insbesondere in Handarbeit hergestellte Trachten innerhalb der Familie vererbt. Dies konnte die historische Kleidungsforschung unter anderem mit Hilfe von Inventarlisten, die bei der Verheiratung angefertigt wurden, belegen.
In Deutschland sowie in vielen anderen Ländern war es in der Nachkriegszeit, aufgrund der allgemeinen Materialknappheit, üblich, Kleidung wiederzuverwerten und diese gegebenenfalls auch abzuändern, um ihre weitere Nutzung zu ermöglichen. Um die Wiederverwertung von Rohstoffen zu ermöglichen, wurden zudem Strickwaren aufgetrennt, um die Wolle anschließend zu neuen Kleidungsstücken zu verarbeiten.
Das Weitergeben von Kleidung innerhalb von Familien und Freundeskreisen wird zwar nach wie vor praktiziert, aber dabei geht es mittlerweile nicht mehr in erster Linie darum, Kosten einzusparen. Im Bereich Kinderkleidung sehen manche Eltern einen Vorteil darin, dass getragene Kleidung Baby- und Kleinkinderkleidung öfter gewaschen wurde und dadurch eventuell vorhandene Schadstoffe reduziert wurden. Für Secondhandkleidung spricht neben der höheren Nachhaltigkeit auch die eventuell bessere Qualität im Vergleich zu billig produzierter Neuware.
Viele, gut erhaltene Kleidungsstücke werden auf Flohmärkten sowie im Bereich des Kauf- und Leihhandels angeboten. Eine nicht kommerzielle Möglichkeit ist der Tausch von Secondhandkleidung im Freundes- und Bekanntenkreis oder innerhalb von Betrieben sowie Veranstaltungen zum Kleidertausch.

## Allgemeines und Hintergrundinformationen
Zwischen 2000 und 2015 hat sich die Anzahl der Kleidungskäufe weltweit verdoppelt, von etwa 50 Milliarden Kleidungsstücken auf mehr als 100 Milliarden Einzelstücke. Da unterhalb einer gewissen Preisgrenze die Qualität nachlässt – insbesondere im Bereich Fast Fashion – werden viele Kleidungsstücke darüber hinaus früher aussortiert und die Tragedauer ist nur noch halb so lang wie noch vor 15 Jahren.
Nach Angaben des Umweltbundesamtes wird in Deutschland pro Person und Monat ein durchschnittlicher Betrag von 78 Euro für Bekleidung und Schuhe ausgegeben. Dennoch wird jedes fünfte Kleidungsstück nahezu nie getragen, wie eine Umfrage im Auftrag von Greenpeace darlegt. Pro Jahr kauft jede Person in Deutschland hochgerechnet etwa 18 Kilogramm Kleidung, mehr als doppelt so viel wie im internationalen Durchschnitt, der bei einem Konsum von acht Kilogramm Bekleidung pro Person und Jahr liegt. Laut Statista wurden 2018 etwa 4,7 Milliarden Kleidungsstücke in Deutschland verkauft, also durchschnittlich 56 Teile pro Person, wobei auch das Produktionsvolumen von Kleidungsstücken noch immer ansteigt (vor 2023 um jährlich 2,7 Prozent).

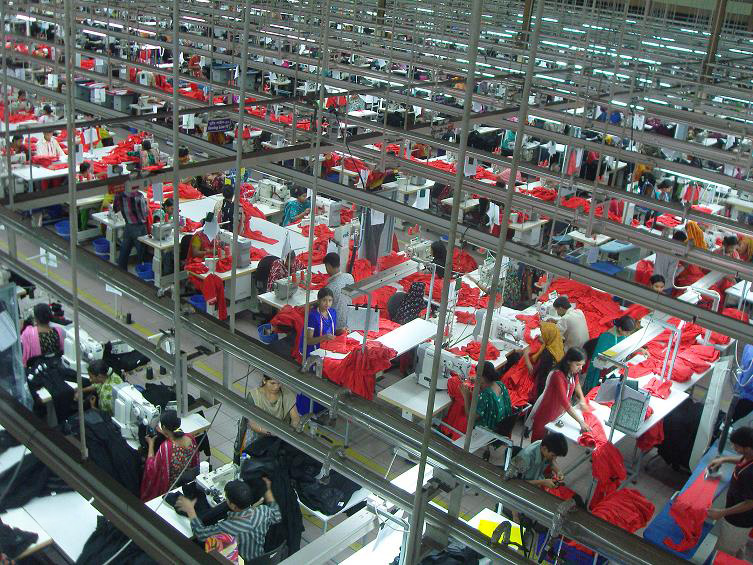
Textilherstellung in Bangladesch

Die heutzutage übliche industrielle Herstellung von Kleidung geht mit einem hohen Einsatz von Ressourcen einher und hat ökologische Auswirkungen auf Mensch und Natur in zahlreichen Produktionsländern. Der Bedarf an virtuellem Wasser und Energie sowie der Einsatz von Pestiziden, Düngemitteln und Chemikalien in der gesamten Produktionskette belasten die Umwelt. Zu den sozialen und gesundheitlichen Auswirkungen zählt, dass in Produktionsländern mit niedrigem Lohnniveau Arbeits- und Gesundheitsschutz häufig weniger beachtet werden und dabei oft sehr viel mehr Arbeitsstunden pro Arbeiter geleistet werden müssen. Auch Kinderarbeit und das Verbot, sich gewerkschaftlich zu organisieren, sind vielerorts noch immer üblich. In Asien, wo ein Großteil der Textilien für den Rest der Welt produziert wird, müssen geschätzt sieben Prozent aller Kinder (was über 62 Millionen entspricht) arbeiten. Dabei sind zunehmend weniger Kinder in den Nähfabriken anzutreffen, während der größere Anteil mit dem Anbau und Ernte von Baumwolle sowie in Spinnereien beschäftigt ist.
Allein in Deutschland werden jährlich 1,1 Millionen Tonnen Kleidung aussortiert, wobei Ausrangiertes noch immer vorwiegend in Altkleidercontainern entsorgt wird. Der Anteil der getragenen Bekleidung, der gebraucht weiterverkauft wurde oder an Bedürftige abgegeben, lag dagegen bei nur zehn Prozent. Insgesamt werden rund 55 Prozent der Alttextilien noch immer vernichtet; entweder kommen sie, dem Müll beigemischt, in die Müllverbrennung oder gelangen als Ersatzbrennstoff nach Osteuropa, wie Greenpeace berichtete.
Ein umfangreiches Angebot an qualitativ hochwertiger Secondhandkleidung kann perspektivisch dazu beitragen, dass mehr Augenmerk auf Verarbeitungsqualität und Markenware gelegt wird. Zudem verändert sich der Umgang mit der eigenen Kleidung durch das Bewusstsein, sie nach der Nutzung noch verkaufen zu können.

## Der Markt
In der von der KPMG gemeinsam mit dem EHI Retail Institute veröffentlichten Studie Fashion 2030: Sehen, was morgen Mode ist, zum Thema Zukunft der Modebranche in Deutschland, gaben 34 Prozent der Kunden in Deutschland an, bereits gebrauchte Mode zu kaufen, während weitere 28 Prozent es sich vorstellen können. Durch den Aspekt der Nachhaltigkeit liegt Second-Hand im Trend und könnte nach Schätzungen der Experten bis 2030 einen Marktanteil von 20 Prozent ausmachen. Da außerdem die Bedeutung des Onlinehandels weiter zunehmen wird und eine Flächenreduktion bei den stationären Händlern erwartet wird, wird  insbesondere das Onlineangebot an gebrauchter Kleidung zunehmen. Es hieß 1922, wobei die Größenordnungen zu beachten sind, dass das Geschäft mit Secondhandkleidung 21-mal so schnell wächst, wie die gesamte Modeindustrie.

### Secondhandkleidung kaufen
Secondhandkleidung wird in der Regel günstiger als vergleichbare Neuwaren angeboten, wobei der Markt insbesondere im Luxussegment sowie bei fair oder ökologisch produzierter Mode stark wächst. Hierzu zählen auch Kleidungsstücke, die mit dem Grünen Knopf oder anderen Gütesiegeln gemäß Global Organic Textile Standard und der Fair Wear Foundation gekennzeichnet sind.
Im stationären Handel wird gebrauchte Kleidung teilweise nach wie vor von karitativen Unternehmen wie Oxfam oder Humana angeboten, die regelmäßig über die Verwendung der erwirtschafteten Gelder Bericht ablegen. Für eine leichtere Orientierung wird die Kleidung dabei in der Regel vorsortiert nach Art des Kleidungsstücks, Farbe und Größe angeboten.
Zu den kommerziellen Anbietern, die bereits seit den 1980er Jahren im stationären Handel mit Secondhandmode tätig waren, zählt unter anderem die Texaidtochter ReSales, die nach eigenen Angaben über 50 Ladengeschäfte in Deutschland betreibt. Seit 2020 wird das Konzept ebenfalls durch einen Onlinehandel ergänzt, der auch Nichtmarkenware im Sortiment hat. Zu den ersten Onlinehändlern, die Secondhandkleidung im deutschsprachigen Raum online anboten, gehörte Ubup, später umbenannt in Momox Fashion. Der Shop ist nach eigenen Angaben noch immer der größte Onlineanbieter für Secondhandkleidung und kauft gebrauchte Kleidung von Privatpersonen an, um die Einzelstücke anschließend online anzubieten.
Zahlreiche Modemarken haben bereits damit begonnen, ein eigenes Secondhandangebot aufzubauen. Die Branchenzeitung Textilwirtschaft berichtete, dass unter anderem Adidas, About You, Dr. Martens, Farfetch, Hugo Boss, H&M, Levi’s, The North Face und Zalando bereits ein Sortiment an eigener Secondhandkleidung anbieten und nun auch Tommy Hilfiger die Ausweitung des Geschäftsmodells auf Secondhandkleidung angekündigt hat.

### Secondhandkleidung spenden

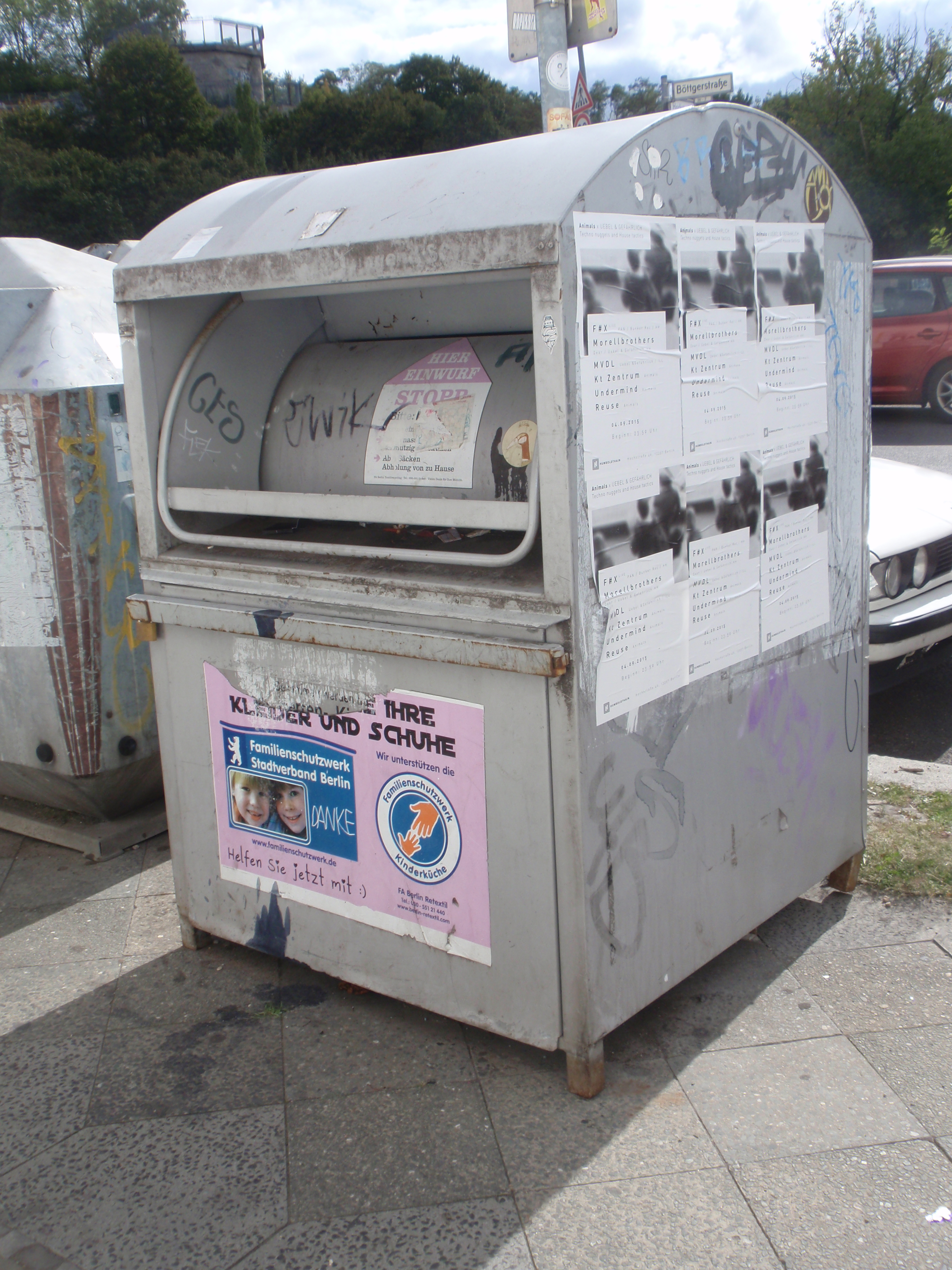
Altkleider-Container in Berlin (2015)

Es besteht an vielen Orten die Möglichkeit, Altkleidung direkt an eine Kleiderkammer oder einen gemeinnützigen Anbieter zu spenden. Wer unversehrte, gebrauchte Kleidung nicht mehr benötigt und sie nicht verkaufen möchte, kann sie vielerorts verpackt in einen Altkleidercontainer werfen. Das Sammeln von Gebrauchtkleidung ist in Deutschland nicht genehmigungspflichtig und wird sowohl von Non-Profit-Organisationen als auch von kommerziellen Unternehmen durchgeführt. Gemeinnützige und karitative Unternehmen, die Altkleidersammlungen durchführen, sind verpflichtet, Angaben zur weiteren Verwendung der Kleidung auf ihren Sammelbehältern zu machen. Zur Orientierung empfiehlt das Deutsche Zentralinstitut für soziale Fragen das Siegel des Vereins FairWertung e.V., das an Anbieter von Sammelcontainern vergeben wird.
Während sich viele Formen der Kleiderspende früher durch den Weiterverkauf von gut erhaltener Markenware finanzieren konnten, werden die besten Stücke mittlerweile meist direkt von Privat an Privat über spezialisierte Internetplattformen oder Online-Shops verkauft.

### Secondhandkleidung  verkaufen
Private Anbieter haben mittlerweile eine Reihe von potenziellen Abnehmern für gut erhaltene Secondhandkleidung. Im Jahr 2021 hat die Stiftung Warentest elf große Portale verglichen, darunter eBay, Kleinanzeigen (früher eBay Kleinanzeigen), Momox Fashion, Vinted (früher Kleiderkreisel), Zalando, Mädchenflohmarkt und die auf Designerware spezialisierten Portale Rebelle, Buddy & Selly und Vestiaire Collective.
Die einzelnen Geschäftsmodelle unterscheiden sich in erster Linie in folgenden Punkten:
- Ware einschicken oder selbst versenden
- Verkauf im Paket, zum Kilopreis oder je Einzelstück
- Ware selbst beschreiben oder Beschreibung erfolgt durch Verkaufsportal
- eventuelle Verkaufsgebühren auf Einstellportalen pro Stück, prozentual oder kombiniert
- Bezahlung per Banküberweisung oder als Gutschein
- Käuferschutz und Datenschutz

Frauen im Alter zwischen 16 und 34 Jahren zeigen beim Verkauf gebrauchter Kleidung die höchste Aktivität und erlösen im Schnitt 300 Euro, für ein Dutzend Teile im Jahr.

### Mietangebote
Im Bereich Kinderkleidung gab es in Deutschland mehrere Anbieter, die ähnlich wie ein Windeldienst mit einem Mietmodell arbeiteten. Die Kunden wählten aus, welche Kleidungsstücke sie nutzen wollten, und schickten diese nach Abschluss der Nutzung zurück. Der größte Anbieter war der von Tchibo gegründete Dienst Tchibo Share. Nachdem während der COVID-19-Pandemie diverse Anbieter, darunter auch Kilenda, ihr Angebot eingestellt haben, hat sich das Angebot in diesem Marksement deutlich verringert.

## Kritik
Während insbesondere Anbieter von Secondhandkleidung und Unternehmen, die Kleiderspenden annehmen, sich stets auf die ökologischen und sozialen Vorteile berufen, gibt es auch einige Kritikpunkte, die das Geschäft mit gebrauchter Kleidung betreffen.
Nicht nur die Arbeitsbedingungen, unter denen neue Textilien hergestellt werden, sind oft prekär: Auch für das kommerzielle Sortieren und Aufbereiten von gebrauchter Kleidung werden Arbeitskräfte häufig schlecht bezahlt und leiden unter gesundheitlichen Schäden, wie etwa journalistische Recherchen in Bulgarien zeigten. Die Secondhandbranche erwirtschaftet dort einen Jahresumsatz von 60 Millionen Euro und verarbeitet jedes Jahr rund 50.000 Tonnen Textilien, die hauptsächlich aus Deutschland, Skandinavien, Italien und der Schweiz importiert werden.
Außerdem problematisch ist die massenhafte Verschiffung von Secondhandkleidung nach Afrika seit den 1990er Jahren. Von Hilfsorganisationen gesammelte Altkleidung aus Europa und Nordarmerika, die dort nicht mehr verkauft werden konnte, wird seither über Handelsfirmen in afrikanische Staaten verkauft. Kleine Händler, etwa am Kantamanto-Markt im Zentrum von Accra, kaufen die Ware und versuchen sie weiterzuverkaufen, wobei 40 Prozent der Waren auf Müllbergen landen und Flüsse, Lagunen und das Meer verschmutzen. Die ghanaische Textilindustrie wurde von dem Massenimport empfindlich getroffen.
Sich mit gebrauchten Textilien einzukleiden ist für Personen, deren Körpermaße nicht den Standardgrößen der Kleiderindustrie entsprechen, oft erschwert. Grundsätzlich gibt es ein geringeres Angebot an Secondhandkleidung in großen Größen. Verstärkt wird diese Knappheit durch Trends, wie etwa Kleidung in Übergröße (oversize) zu tragen oder sogenanntes Thrift flipping, bei dem im Do-it-Yourself-Fans beispielsweise aus einem großen T-Shirt ein Kleid nähen.
Ein grundsätzlicher Kritikpunkt ist außerdem, dass die vermeintliche Nachhaltigkeit und die günstigeren Preise bei gebrauchter Kleidung dazu verleiten können, mehr Secondhandkleidung als nötig zu kaufen, sodass letztendlich weiterhin der Konsum angeheizt wird. Gerade der Verkauf von Secondhandkleidung nach Gewicht (unter anderem bei großen Anbietern wie PicknWeight oder Vinokilo) führe dazu, dass die Wertschätzung für gebrauchte Kleidung und das Verständnis für den dahinterstehenden Arbeits- und Energieaufwand schwinden.
In diesem Zusammenhang wird auch über eine vermeintliche Gentrifizierung bei Secondhandkleidung diskutiert. Dahinter steht die Annahme, dass mit der Popularität von Secondhandkleidung auch die Preise dafür steigen, sodass qualitativ hochwertige Gebrauchtkleidung bald nicht mehr für bedürftige Menschen erschwinglich ist. Zudem würden in karikativen Secondhandläden wie Sozialkaufhäusern besonders attraktive Stücke vermehrt von Personen aufgekauft, die diese Kleidung dann (zumeist online) für höhere Preise weiterverkaufen.
Zusätzlich problematisch beim Onlinehandel ist der oft kostenlose Rückversand, so auch bei manchen Anbietern von Secondhandkleidung. Anstatt wie ursprünglich beabsichtigt alte Kleidungsstücke durch neue zu ersetzen, werden so zusätzliche Teile angeschafft, was indirekt weiterhin die Produktion von Bekleidung anheizt. Der oft kostenfrei angebotene Versand der Secondhandkleidung mag zwar auch Käufer von Secondhandkleidung dazu verleiten, sich eine Auswahl zu bestellen und den Rest kostenfrei zurückzuschicken, dies ist allerdings ein Problem, was den gesamten Einzelhandel betrifft und nicht auf Waren, die gebraucht angeboten werden, beschränkt ist.
Dennoch gehen Branchenkenner davon aus, dass der dauerhafte Trend zu Secondhandkleidung im Vergleich zum reinen Konsum von Neuwaren auf Sicht die deutlich nachhaltigere Alternative sein wird. Hierzu muss allerdings die Kundschaft aufhören, in Maßstäben der Fast Fashion zu denken, die sie zu mehr Käufen verführen möchte, als sie eigentlich beabsichtigt hatten.